# Jim Gaffigan

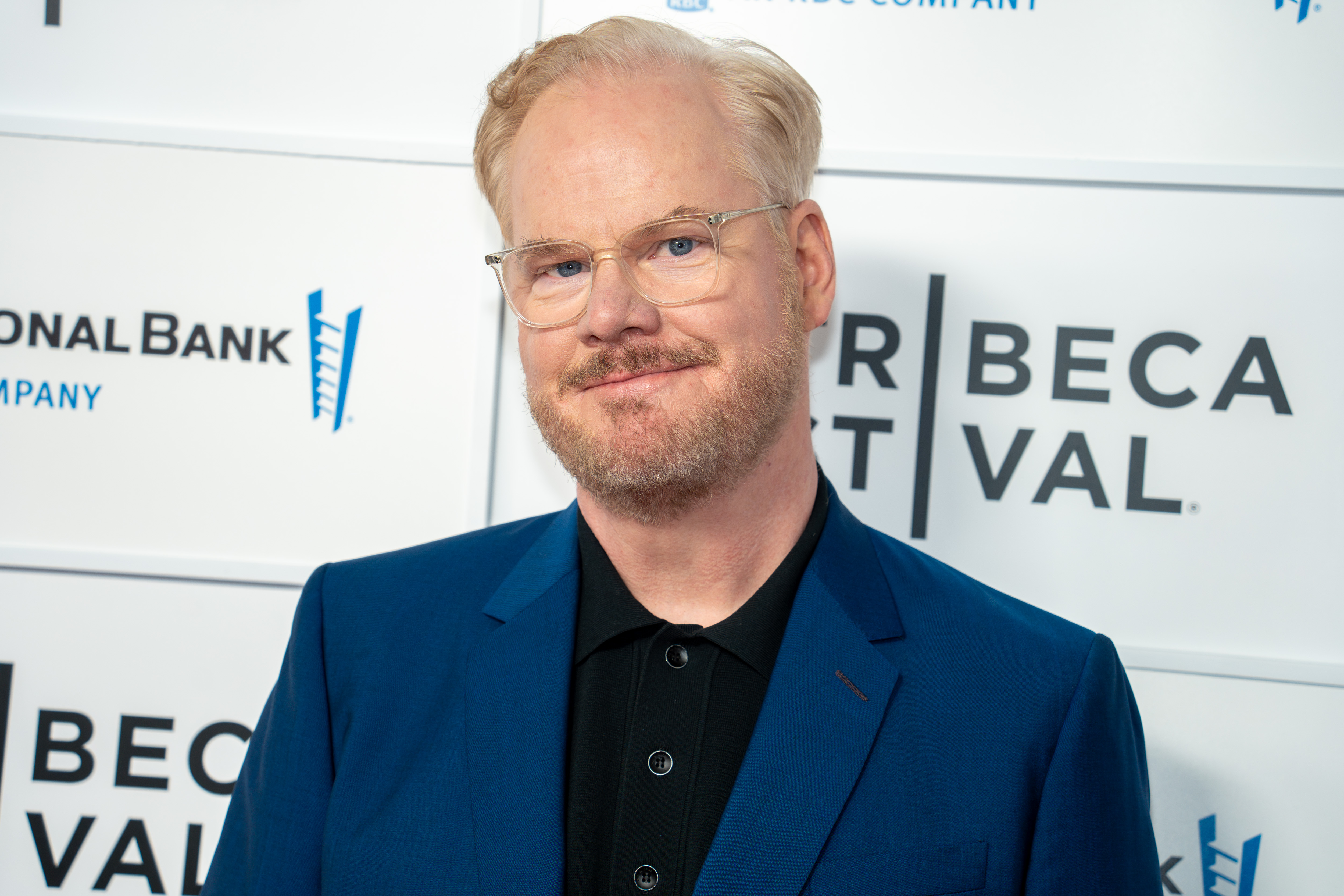
Jim Gaffigan (2025)

James Christopher Gaffigan genannt Jim Gaffigan (* 7. Juli 1966 in Elgin (Illinois)) ist ein US-amerikanischer Stand-up-Comedian, Schauspieler, Autor und Produzent. Er ist mit Jeannie Gaffigan verheiratet, mit der er fünf Kinder hat.

## Filmografie (Auswahl)
- 2001–2002: The Ellen Show (18 Folgen)
- 2003–2004: Die wilden Siebziger (That ’70s Show, 7 Folgen)
- 2005: Liebe ist Nervensache (Trust the Man)
- 2006–2009: My Boys (40 Folgen)
- 2009: Slammin’ Salmon – Butter bei die Fische! (The Slammin’ Salmon)
- 2009: 17 Again – Back to High School (17 Again)
- 2009: Away We Go – Auf nach Irgendwo (Away We Go)
- 2010: It’s Kind of a Funny Story
- 2010: Verrückt nach dir (Going the Distance)
- 2013–2020: Bob’s Burgers (5 Folgen, Stimme von Henry Haber)
- 2015: Miss Bodyguard – In High Heels auf der Flucht (Hot Pursuit)
- 2015–2016: The Jim Gaffigan Show (23 Folgen)
- 2018: Hotel Transsilvanien 3 – Ein Monster Urlaub (Hotel Transylvania 3: Summer Vacation, Stimme von Van Helsing)
- 2019: Troop Zero
- 2019: Der Tag wird kommen (The Day Shall Come)
- 2019: Playmobil – Der Film (Playmobil: The Movie, Stimme von Del)
- 2020: Tesla
- 2020: Most Wanted (Target Number One)
- 2021: Luca (Stimme von Lorenzo)
- 2022: Hotel Transsilvanien 4 – Eine Monster Verwandlung (Hotel Transylvania: Transformania, Stimme von Van Helsing)
- 2022: Linoleum – Das All und all das (Linoleum)
- 2023: Peter Pan & Wendy
- 2024: Unfrosted
- 2024: Greedy People

## Diskografie

### Videoalben
- 2004: Doing my Time (US: Gold)[2]
- 2006: Beyond the Pale (US: Platin)
- 2009: King Baby (US: Platin)

## Auszeichnungen
2007, 2016 und 2019 gewann er einen Daytime Emmy Award.
2014 gewann er noch dazu den American Comedy Award.